# Athetis tristicta
Athetis tristicta är en fjärilsart som beskrevs av George Francis Hampson 1898. Athetis tristicta ingår i släktet Athetis och familjen nattflyn. Inga underarter finns listade i Catalogue of Life.